# Otilia Cazimir
Otilia Cazimir, pseudonimo di Alexandra Gavrilescu (Cotu Vameş, 12 febbraio 1884 – Iaşi, 8 giugno 1967), è stata una poetessa, scrittrice, traduttrice e editorialista rumena in prosa, soprannominata la "poetessa delle anime gentili", nota come autrice di poesie per bambini.

## Biografia

### Infanzia e primi lavori
Nata a Cotu Vameş, nella contea di Neamţ, era la quinta figlia degli insegnanti di scuola Gheorghe Gavrilescu e sua moglie Ecaterina (nata Petrovici). Ha frequentato la scuola media e superiore di Iaşi ed in seguito i corsi presso la facoltà di filosofia e letteratura dell'Università di Iaşi, senza sostenere la tesi di laurea. Il suo pseudonimo, che non le è mai piaciuto, è stato selezionato dai suoi mentori Mihail Sadoveanu e Garabet Ibrăileanu: il primo ha inventato "Otilia", il secondo "Cazimir". A questo proposito ha detto: "Permettimi di confessarti, dopo tanti anni, che questo nome, che ho ancora portato con dignità, non mi è mai piaciuto, non ho nulla in comune con le eroine delle leggende tedesche e la prima Otilia che io abbia mai incontrato, la ragazzina con la quale ho condiviso il banco in prima elementare, era stupida, grassa e brufolosa ... ". È noto che abbia utilizzato anche altri pseudonimi, come Alexandra Casian, Ofelia, Magda o Dona Sol, che era solita firmare nella stampa, in particolare le sue opere più "femministe".
Nel 1912, ha fatto il suo debutto con poesie nella rivista Viața Românească, alla quale è rimasta una collaboratrice fedele. Altre riviste dove ha pubblicato i suoi lavori includono Însemnări ieșene, Adevărul literar și artistic, Lumea, Bilete de Papagal, Iașul nou, Iașul literar, Orizont, Gazeta literară, Cronica e altre. Il suo primo libro di poesie del 1923 è stato Lumini și umbre, seguito da Fluturi de noapte (1926) e Cântec de comoară (1931).

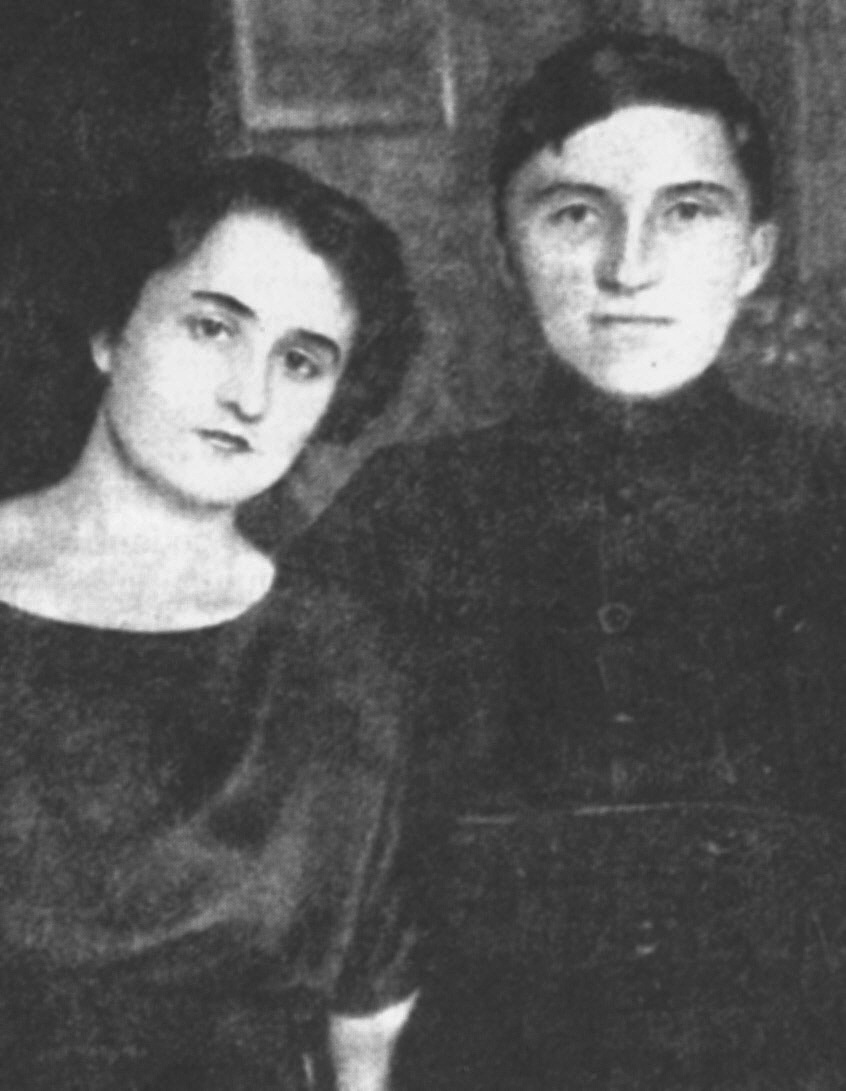
George Topîrceanu e Otilia Cazimir

Le poesie di Cazimir si concentrano sull'universo che diventa domestico, mentre a sua volta, il domestico perpetua il cosmico. I suoi libri di prosa sono stati Din întuneric. Fapte și întâmplări adevărate. Din carnetul unei doctorese (1928), Grădina cu amintiri și alte schițe (1929), În târgușorul dintre vii... (1939); è anche l'autrice del romanzo A murit Luchi... (1942). Alcuni di questi lavori includono schizzi poetici che ricordano Antoine de Saint-Exupéry o Colette, mentre altri sono in una vena più realistica. Cazimir ha lavorato come ispettrice generale dei teatri nella regione moldava dal 1937 al 1947. Ha avuto una relazione sentimentale discreta, durata anni, con il poeta George Topîrceanu, sposato .

### Periodo comunista e eredità
Otilia Cazimir ha vinto il premio dell'Accademia rumena nel 1927, il Premio Femina (1928), il Premio nazionale per la poesia (1937) e il Premio della Società degli scrittori rumeni (1942). È stata una scrittrice di letteratura per bambini di successo: Jucării (1938), Baba Iarna intră-n sat (1954), e ha pubblicato le sue memorie come Prietenii mei scriitori ... nel 1960. La sua poesia dopo il 1944, quando il Partito Comunista Rumeno iniziò la sua ascesa al potere, è spesso segnata dalle norme realiste del realismo socialista; il regime comunista le ha conferito l'Ordine del lavoro nel 1954.
Cazimir ha tradotto letteratura francese (Guy de Maupassant), così come russa e sovietica (Maksim Gor'kij, Aleksandr Kuprin, Anton Čechov, Konstantin Fedin, Arkadij Gajdar). Considerando le sue poesie standard come "tipicamente femminili", Eugen Lovinescu la definì "gentile e piccola". È morta a Iaşi; la sua casa è un museo dal 1972 e comprende l'ufficio in cui scriveva, ritratti e paesaggi locali, i suoi occhiali da vista e il calamaio, i manoscritti e una biblioteca piena di libri autografati.

## Opere

### Poesie
- Lumini și umbre, Editura Viața Românească, Iași, 1923;
- Fluturi de noapte, Editura Cartea Românească, Bucarest, 1926;
- Cântec de comoară, Editura "Nationala" S. Ciornei, Bucarest, 1931;
- Jucării, Bucarest, 1938;
- Poezii, „Regele Carol II” Literature and Art Foundation, Bucarest, 1939;
- Catinca și Catiușa, două fete din vecini (in collaboration with Th. Kiriacoff-Suruceanu), Editura Cartea Rusă, Bucarest, 1947;
- Stăpânul lumii, Editura Cartea Rusă, Bucarest, 1947;
- Alb și negru (in collaboration Th. Kiriacoff-Suruceanu), Editura Cartea Rusă, Bucarest, 1949;
- Baba Iarna intră-n sat, Editura Tineretului, Bucarest, 1954;
- Poezii, „Regele Carol II” Literature and Art Foundation, Bucarest, 1956;
- Versuri, prefazione di Const. Ciopraga, Editura de Stat pentru Literatură si Artă, Bucarest, 1957;
- Poezii, Bucarest, 1959;
- Partidului de ziua lui, Bucarest, 1961;
- Poezii (1928-1963), preface by Const. Ciopraga, Bucarest, Editura Tineretului, 1964;
- Cele mai frumoase poezii, preface Const. Ciopraga, Bucarest, Editura Tineretului, 1965;
- Poezii, Editura Ion Creangă, Bucarest, 1975;
- Ariciul împărat, Editura Ion Creangă, 1985

### Prosa
- Din întuneric. Fapte și întâmplări adevărate. (Din carnetul unei doctorese), Editura Cartea Românească, Bucarest, 1928;
- Grădina cu amintiri. Și alte schițe, Editura Cartea Românească, Bucarest, 1929;
- Licurici. Cronici fantastice și umoristice, Editura Cartea Românească, Bucarest, 1930;
- În târgușorul dintre vii, Editura Librăriei Universala Alcalay, Bucarest, 1939;
- A murit Luchi..., Fundatia Regala pentru Literatura si Arta, Bucarest, 1942;
- Prietenii mei, scriitori..., E.S.P.L.A., Bucarest, 1960;
- Albumul cu poze, I-II, Bucarest, 1957-1967;
- Scrieri în proză, Editura Junimea, Iași,  1971-1972, 2 volume;